# 陈伯达
陈伯达（1904年7月29日—1989年9月20日），原名陈建相，字尚友，福建泉州惠安人，原中国共产党和中华人民共和国政治人物及理論家，原正国级领导人。
陈伯达曾是中共中央重要文胆，长期担任《红旗》杂志主编、中共中央政治研究室主任、政务院文化教育委员会副主任、中国科学院副院长，后来担任中宣部副部长、国家计委副主任、中央文革小组组长、“五一六”小组组长，在中共八届十一中全会上增选为中共中央政治局常委，成为仅次于毛泽东、林彪、周恩来的中共“第四号人物”，是中共九届政治局五位常委之一。在毛众多秘书当中，陈伯达是担任秘书时间最长的一个，前后共达31年。1970年在中共九届二中全会后失势并失去人身自由，1972年7月陈伯达被打倒。1981年，被中国共产党列为“林彪、江青反革命集团”主犯之一，被判处有期徒刑18年，于1988年刑满出狱。
陈伯达是中共“理论家”、“笔杆子”，他著有《人民公敌蒋介石》《中国四大家族》《评〈中国之命运〉》等。中华人民共和国成立后，著有《论毛泽东思想》《斯大林和中国革命》，参与起草《共同纲领》《中华人民共和国宪法》《关于农业合作化的决议》、关于社会主义教育运动的《二十三条》、关于文化大革命的《十六条》等。

## 生平

### 早年生涯
1904年，陈伯达出生于福建省泉州府惠安县十八都陈庄铺岭头（今福建省泉州市惠安县洛阳镇梅岭村）。1919年考入厦门集美师范学校。1924年到上海，任《厦声报》 驻上海记者，同时在上海大学文学系学习。1925年春回厦门，加入中国国民党，随即赴广州入中山大学文学院。1926年，任国民党汕头市党部秘书。在此认识同乡、时驻汕头国民革命军独立团团长张贞，当上张贞的秘书。北伐战争开始，张贞团攻下福州，扩编为国民革命军独立第四师，张贞任师长，陈伯达任师长秘书，福州军事干部学校政治教官，少校军衔。

### 第一次国共内战
1927年3月，何应钦在福建清共，张贞密送陈伯达逃离福州，赴上海。1927年4月下旬在上海加入中国共产党，7月被派往莫斯科中山大学学习。1930年返回中国，在北平中国大学任教，任中共中央北方局宣传部部长。1931年4月8日，陈伯达抵达天津。当天夜里，连同陈原道、徐兰芝等顺直省委一些其他共產黨一道被捕。
1931年9月4日，陈伯达从天津被押解到北平，被判处两年半徒刑。1932年出狱。1933年初，赴张家口到吉鸿昌部队工作。1935年12月9日，北平爆发“一二·九”运动。次日，陈伯达受中共中央北方局的指派，赶到北平，与李葆华、柯庆施等一道领导当时北平全市学生的总罢课，并负责执笔起草北平学生运动的宣传大纲。1936年春，刘少奇以中央代表的身份来天津担任北方局书记，改组北方局，提名彭真任组织部长、陈伯达任宣传部部长、林枫任秘书长。

### 抗日战争期间
1937年到延安。先后在陕北公学、中共中央党校当教员，马列学院副院长。1939年春，调到毛泽东办公室，成为毛泽东的秘书。陈伯达当选七大候补中央委员，随后递补为中央委员。

### 共和国初期
1949年12月15日，《人民日报》头版刊登了陈伯达《斯大林与中国革命——为庆祝斯大林七十寿辰而作》一文。
1951年，陈伯达在为纪念中国共产党成立三十周年写了政论文章——《论毛泽东思想——马克思列宁主义与中国革命的相结合》和《毛泽东论中国革命》，此两篇著作奠定了他作为中共党内重要文件起草者、毛泽东思想最高传达者的地位。1958年5月25日，中共八届五中全会在北京中南海怀仁堂举行。此次会议决定由中央主办一个“革命的、批判的、理论和实际相结合的杂志”，定名为《红旗》，每半月出版一次，由陈伯达担任总编辑。陈伯达开始担任中共党刊《红旗》杂志的主编，成为毛泽东的权威发言人。然而好景不长，1959年7月14日，江西庐山召开的中央政治局扩大会议，彭德怀、黄克诚责难大跃进的政策和问题，毛泽东讲陈伯达没有很好地配合，怀疑起陈伯达。为此陈伯达撰写了长篇的批判彭德怀论著，以博回毛泽东信任。1960年，陈伯达负责起草《农村人民公社工作条例》，也称“六十条”，开始指挥人民公社运动。
然而人民公社运动，引起了苏联方面的反感，赫鲁晓夫对人民公社的不同看法也通过西方媒体释放到国际社会，此举激怒了毛泽东。在毛的授意下，陈伯达连续撰写大量社论批评苏联为“修正主义”，他也参与到1962年至1963年的九评苏共行动中。

### 文化大革命期间

1966年毛泽东、林彪、周恩来与陈伯达

1966年5月31日，经毛泽东批准，陈伯达率领工作组到人民日报社夺权。6月1日《人民日报》发表社论，号召群众起来“横扫一切牛鬼蛇神”。同日，北京大学聂元梓等人写的诬陷、攻击北京大学党委和北京市委的一张大字报，经毛泽东批准，向全国广播。4日，《人民日报》公布中共中央关于改组北京市委的决定。同时发表北京新市委决定，改组北京大学党委，派工作组领导“文化大革命”。1966年6月30日，在时任中央文革小组组长陈伯达的授意下，中央办公厅的造反组织贴出国家计委的第一张大字报：《田家英的高级情报员——杨波》。1966年10月16日，陈伯达在中央工作会议上作长篇报告《无产阶级文化大革命中的两条路线》，代表“无产阶级司令部”批判“血统论”，更广泛的发动群众投入到文化大革命中来。1967年，陈伯达分工华北的“文革”运动，12月26日上午，陈伯达在唐山市接见唐山地区各县、市代表团、地区革筹小组及驻军，当地汇报了冀东党组织的问题。陈伯达听后就在会上讲：
过去你们冀东这个党就是很复杂的，可能是国共合作的党，实际上可能是国民党在这里起作用，叛徒在这里起作用。你们矿派（“矿派”是当时唐山市群众组织的一派）要结合的一个人，他自己就承认原来是国民党县党部委员，这个人就是原市委第一书记杨远，还有一个女的是市长，叫白芸，她的丈夫我知道，是个大庄园主，解放后在你们唐山建立一个大庄园……
此话一出，包括唐山市委第一书记杨远在内的一大批领导干部和基层党组织负责人都变成了国民党和叛徒。在“文革”后的特别法庭上，陈伯达被控的罪名之一是其造成冀东地下党冤案，导致8万余干部群众被迫害，其中近3000人死亡。
「文化大革命」中，陈伯达担任中共中央政治局常委、中央文革小组组长、“五一六”小组组长，被指充当林彪势力的主要成员。1970年8月23日，中共九届二中全会在庐山召开。会上，林彪、陈伯达抛出“称毛主席為天才”的材料，坚持设国家主席，当即受到毛泽东、周恩来以及与会多数人的批判。
在1970年8月24日华北组会议上，陈伯达不点名地指责有人反对毛主席，“利用毛主席的谦虚，妄图贬低毛泽东思想”，引起轩然大波。
他因为设立国家主席问题和“天才论”问题上的公开舆论鼓动而遭到了中共中央主席毛泽东的严厉批评，针对陈伯达的一系列讲话，毛泽东在8月31日写了《我的一点意见》。
1970年9月6日，在九届二中全会闭幕的会议上，中共中央宣布对陈伯达进行审查。之後中共進行批陈整风运动，又派陈伯达专案组调查陳伯達。10月18日，中央警卫团拘押陈伯达；同日，他的秘书王文耀、王保春等人也被隔离关押。11月16日，中共中央发出《关于传达陈伯达反党问题的指示》：九届二中全会“揭露了陈伯达反党，反‘九大’路线，反马克思主义、列宁主义、毛泽东思想的严重罪行，揭露了他假马克思主义者、野心家、阴谋家的面目”，“中央决定将毛主席《我的一点意见》一文印发给你们”。“批陈整风”（对外称“批修整风”）运动自此由上而下地展开。
12月10日，三十八军党委向中央报送了《关于检举揭发陈伯达反党罪行的报告》，12月16日，毛泽东在这份报告上作出重要批示：
林、周、康及中央、军委同志：此件请你们讨论一次，建议北京军区党委开会讨论一次，各师要有人到会，时间要多一些。讨论为何听任陈伯达乱说乱跑，他在北京军区没有职务，中央也没有委任他解决北京军区所属的军政问题，是何原因陈伯达成了北京军区及华北地区的太上皇？林彪同志对我说，他都不便找三十八军的人谈话了。北京军区对陈伯达问题没有集中开过会，只在各省各军传达，因此没有很好打通思想、全军更好团结起来。以上建议，是否可行，请酌定。
1971年1月24日，周恩来代表党中央在华北会议上作了重要总结讲话，系统地揭露了陈伯达的罪行，并宣布了关于改组北京军区的决定。1月26日，中共中央发出《反党分子陈伯达的罪行材料》。材料分为4个部分。第一部分为“陈伯达的反动历史”。第二部分为“投靠和追随王明、刘少奇，反对毛主席的无产阶级革命路线”。第三部分为“对抗毛主席的伟大战略部署，破坏无产阶级文化大革命，反党乱军，阴谋篡权”。第四部分为“投靠王明、刘少奇，招降纳叛，搞独立王国”。2月21日，中共中央发出《关于扩大传达反党分子陈伯达问题的通知》。
1971年3月，毛泽东指出：陈伯达早期就是一个国民党反共分子。混入党内以后，又在一九三一年被捕叛变，成了特务，一贯跟随王明、刘少奇反共。他的根本问题在此。所以他反党乱军，挑动武斗，挑动军委办事组干部及华北、军区干部，都是由此而来。九届二中全会以后，毛泽东的《我的一点意见》批判陈伯达为假马克思主义者、野心家、阴谋家。4月29日，中共中央发出《关于把批陈整风运动推向纵深发展的通知》。1972年7月2日中共中央批发《关于国民党反共分子、托派、叛徒、特务、修正主义分子陈伯达的反革命历史罪行的审查报告》的通知及附件材料，指其为彭德怀、刘少奇、林彪反党集团的主要成员。
1972年8月3日邓小平给毛泽东的信中讲到：“伟大的无产阶级文化大革命，在打倒了刘少奇反革命的资产阶级司令部之后，又打倒了林彪、陈伯达这个反革命集团，再一次为党和国家消除了最大的危险，使我不禁欢呼文化大革命的伟大胜利，毛泽东思想的伟大胜利。 ”邓小平对陈伯达的评价是：“这个人很自负，很虚伪，从来没有自我批评。他会写东西，我从来没有听到他赞扬过别人写的好东西。对于能写的别人，他是嫉妒的，例如对胡乔木。他经常的口头禅是“我是个书生，不行”，这就是他唯一的自我批评。他看不起没有他参与过的文章或文件。”
陈伯达指邓小平导致反右扩大化。邓小平在三中全会作整风反右报告，把知识份子和资产阶级放在一起打击，该文没有收进《邓小平文选》（官方许多出版物完全不提邓反右的角色）。

### 囚禁与审判
1971年9月13日，中国爆发九一三事件。同日，陈伯达被架往秦城监狱，自感身陷绝境的他大呼求救，称在1948年河北阜平城南庄曾救过毛泽东（当时陈伯达听到飞机轰炸，他跑至毛泽东住处，待毛泽东刚离开时，国军飞机炸弹准确摧毁毛泽东住处）。几日后，他的狱中生活待遇明显改善，并有医生每天检查。然而在政坛上，批林批陈运动仍在火热中。1973年，陈伯达在中共十大上被开除党籍。
1976年9月，毛泽东逝世后，华国锋、叶剑英、汪东兴等人发动怀仁堂事变，逮捕四人帮。不久，陈伯达被正式逮捕，特殊的待遇也因此结束。1980年11月20日，中华人民共和国最高人民法院特別法庭被告席上站着10名被告，陈伯达排在第五个，即江青、张春桥、姚文元、王洪文、陈伯达、黄永胜、吴法宪、李作鹏、邱会作、江腾蛟。12月，第一审判庭对陈伯达所犯罪行进行法庭辩论，陈伯达为自己做了一个小时的辩护。陈伯达的辩护人甘雨沛也依照法律，为他作辩护：主张陈1970年庐山会议结束不久即失去自由，对林彪、江青反革命集团之后的继续犯罪不应负责任。对其在“冀东事件”中成千上万人被诬陷、迫害，数千人死伤的后果，并非仅因陈讲话导致，陈对此应负一定罪责，而不能负全部责任。此外陈伯达对于自己犯罪事实与后果全部承认，态度比较好。随后陈伯达再度要求陈述，称自己对刘少奇、陆定一、冀东冤案有罪。在第三次发言中，他请求法庭对他宽大处理，称“整个案件可以判处死刑”，但是“不一定采取这个措施”，当然如果“不能平民愤，那么杀掉也可以。”1981年1月，最高人民法院特別法庭判处陈伯达有期徒刑18年。
同年7月5日，陈伯达此前的同事王力在秦城监狱中，向邓力群、胡耀邦、邓小平、彭真、胡乔木、黄克诚写信，称中共十一届六中全会通过的《关于建国以来党的若干历史问题的决议》中“没有点陈伯达的名，是科学的态度，是英明的。”并称陈伯达曾为党内建功，且已被关押十余年，建议假释陈伯达。十天后，中共中央前往北京复兴医院的犯人病房，向陈伯达转达中央精神，以保外就医的模式，调入北京友谊医院的干部病房。此外北京市公安局请陈伯达之子陈晓农进京，照顾陈伯达。1981年8月5日，他正式保外就医。数月后，陈伯达在友谊医院逐渐康复，北京市公安局将其安排于郊区的一处平房，陈伯达不再返回秦城监狱。
陈伯达早在延安时期就是中央重要的文胆，能够引经据典地发表具有灵气和犀利的文峰，而在他出狱后，由于长久停留在自我谴责和颓废中，晚年更多是对书籍的研讨，而不再对于政治提出立场。1982年，在朋友的帮助下，周扬主动接触陈伯达。沟通中陈伯达自述，垮台是因为和江青产生冲突。会谈中，陈伯达将自己的写作草稿交给周扬，后者通过疏通关系，将陈伯达的《求知难》以“纪训”署名，发表于1982年的第十期《读书》杂志。陈伯达对此事十分感动，自感晚年长期处于被孤立状态，周扬不避嫌的善举，使陈为之动容。然而次年，周扬因“异化论”和“人道主义”立场，卷入“清除精神污染”的批判，病倒入院长期昏迷，两人因此无缘相会。1983年，胡乔木举荐陈伯达新作《认识的渐变与突变——从<坛经>看中国佛学的顿渐两派》，并于1983年7月出版于《理论与实践》，署名“程殊”。
1988年10月17日，陈伯达刑满释放，人事关系由北京市公安局转到了北京市文史馆。陈伯达在1988年出狱后，接受叶永烈的采访时表示：
我是一个犯了大罪的人，在“文化大革命”中，我愚蠢之极，负罪很多。“文化大革命”是一个疯狂的年代，那时候我是一个发疯的人。我的人生是一个悲剧，我是一个悲剧人物，希望人们从我的悲剧中吸取教训。……我不过是一个不足齿数的小小的“小人”之辈，我仍愿永远地批评自己，以求能够稍稍弥补我的罪过……
1989年9月20日，陈伯达因心肌梗死卒于北京家中。遗体送往北京八宝山火化，但没有讣告或悼词。9月30日，新华社发布电讯。

## 理论与著作

### 电子论
陈伯达在文革前后曾经提出要加快发展电子工业，事后被批判为唯生产力论，对抗“以钢为纲”的最高指示。

### 早期代表作
陈伯达的著作多以小册子为主，解放后，人民出版社出版了陈伯达一系列的知名作：
- 《斯大林和中国革命》
- 《毛泽东论中国革命》
- 《读〈湖南农民运动考察报告〉》
- 《关于十年内战》
- 《窃国大盗袁世凯》
- 《人民公敌蒋介石》
- 《评〈中国之命运〉》
- 《中国四大家族》
- 《近代中国地租概说》
- 《在中国科学院研究人员学习会上的讲话》

### 文革文集
- 网络版《陈伯达文章讲话汇编》收集1947.7-1970.8的文稿238篇，并附补遗7篇。
- 文革风云丛书17-20《我是小小老百姓——陈伯达与文革》（1-4册），收1966.5-1969.10的陈伯达文稿192篇，存目9篇，2016年台湾西西弗斯文化出版公司。

### 晚年著作
- 《求知难》署名“纪训”，1982年的第十期《读书》杂志。
- 《认识的渐变与突变——从〈坛经〉看中国佛学的顿渐两派》署名“程殊”，1983年7月《理论与实践》杂志。
- 《狱中自述及其他》1999年内蒙古人民出版社
- 《陈伯达最后口述回忆》其子晓农编纂，2005阳光环球出版香港有限公司

## 评价
陈伯达因在文化大革命期间对于批斗刘少奇等人有罪过，和林彪、江青等人一样，在中国共产党党内及主流民间评价中，均为负面为主。

## 家人
- 妻子：[19]
  - 诸有仁，1910年生，四川人，1925年参加革命，1928年与陈伯达在莫斯科中山大学学习时相恋，1932年在北平西山结婚。建国后任水电部水电建设总局研究室主任、机关党委宣传部长。1985年2月23日去世。
  - 余文菲，原名余维法，湖北省黄安县人，1918年生，抗日军政大学第四期学员，毕业后分配到中央党校工作。1944年与陈伯达结婚。1948年离异。1994年8月21日去世。
  - 刘叔晏，原名刘肃宴，1922生于四川灌县。16岁入党从事地下工作。1950年与陈伯达结婚。1996年6月16日去世。
- 子女：
  - 长子陈小达，1934年生于天津，母亲诸有仁。1939年随周恩来赴苏。1958年毕业于莫斯科大学物理系后归国工作。1960年卧轨自杀。
  - 次子陈晓农（陈小农），1946年4月16日出生。母亲余文菲。1965年下乡插队。
  - 女儿陈岭梅：母亲刘叔宴
  - 三子陈小弟：母亲刘叔宴

### 引用
1. ↑  《惠安县志》，方志出版社，1998年7月
2. ↑  斯大林与中国革命--为庆祝斯大林七十寿辰而作 （页面存档备份，存于）：毛泽东同志是斯大林的学生和战友。毛泽东同志之所以能够成为斯大林的优秀学生，能够成为中国革命胜利的领导者，也就是因为他的工作方法和思想方法是斯大林的方法，他用斯大林的方法去学习斯大林。这种方法就是如斯大林在为列宁五十寿辰而作的名文中所说的创造的马克思主义者："这一派人不是在历史上相同的事情和相象的事情里面去求得指示和方针，而是由研究周围的情形中去求得指示和方针。在工作时，他们不拿引证和成语来作根据，而是拿实际经验来作根据，拿经验来审查自己的每一步的工作，在自己的错误中来学习和教训别人去建设新生活。所以，在这一派人底工作中，言行总是一致的，马克思的学说，完全保证着自己的、活泼的、革命的力量。"正因为如此，所以斯大林的思想和学说，一到了毛泽东同志的手里，也就"完全保证着自己的、活泼的、革命的力量"。在我们党内，有些人，这些人就象我们前面所说的教条主义者，他们在主观上或许是想学斯大林，可是他们是用反斯大林的方法去学习斯大林，或正如毛泽东同志所说："他们学习马、恩、列、斯的方法则是违反马、恩、列、斯的。"他们的方法也就是如斯大林在为列宁五十寿辰而作的名文中所说的教条主义者："他们不拿经验、不拿实际工作的计算来作工作的根据，却拿那些从马克思著作中摘录下来的语句来作工作的根据。他们不在分析实际生活中去求得指示和方针，却在相同的事情和历史上相象的事情里面去求得指示和方针。言行不符--这就是这一派人的基本弊病。因此，他们总是灰心失望，始终都是不满于那个常欺骗他们的'厄运'。"斯大林的学说，斯大林的方法和理论，经过毛泽东同志的介绍和运用，极大地启发了中国共产党人在政治上、思想上的广阔眼界，提高了中国共产党人的马克思列宁主义自觉，帮助我们党有足够的思想力量，可以打败任何反革命和任何阻碍革命前进的敌人。
3. ↑  .   [2013-09-22]. （原始内容存档于2016-03-04）.
4. ↑  .   [2013-09-22]. （原始内容存档于2013-09-28）.
5. ↑  .   [2018-01-06]. （原始内容存档于2020-04-30）.
6. ↑  .   [2018-01-10]. （原始内容存档于2020-11-09）.
7. ↑  .   [2013-09-22]. （原始内容存档于2016-03-04）.
8. ↑  《吴德口述:十年风雨纪事·我在北京工作的一些经历》第七章 庐山会议和林彪事件
9. ↑  .   [2018-10-21]. （原始内容存档于2020-11-09）.
10. ↑  .   [2013-09-22]. （原始内容存档于2020-11-09）.
11. ↑  .   [2013-09-22]. （原始内容存档于2020-11-09）.
12. ↑  .   [2013-09-22]. （原始内容存档于2020-11-09）.
13. ↑  .   [2013-09-22]. （原始内容存档于2020-11-09）.
14. ↑  . 共识网. 2012-05-14  [2012-05-29]. （原始内容存档于2016-03-04）.
15. ↑  .   [2013-09-22]. （原始内容存档于2020-04-30）.
16. ↑  .   [2013-09-22]. （原始内容存档于2020-04-30）.
17. ↑  . 人民网.   [2012-05-29]. （原始内容存档于2012年6月15日）.
18. ↑  人民网. . news.ifeng.com. 2012-05-25  [2024-04-15].
19. ↑  .   [2015-08-02]. （原始内容存档于2020-04-30）.